# جايسون هال
جايسون هال (بالإنجليزية: Jason Hall) هو كاتب سيناريو وممثل أمريكي، ولد في 28 أبريل 1972 في الولايات المتحدة.

## أعمال

### أفلام
- (2013) بارانويا[5]
- (2014) قناص أمريكي[6][7]
- (2017) شكرا لخدمتك

### مسلسلات
- ميامي

## ترشيحات
- جائزة الأوسكار لأفضل كتابة، عن عمل: قناص أمريكي

## وصلات خارجية
- جايسون هال على موقع IMDb (الإنجليزية)
- جايسون هال على موقع ألو سيني (الفرنسية)
- جايسون هال على موقع أول موفي (الإنجليزية)
- جايسون هال على موقع أول موفي (الإنجليزية)
- جايسون هال على موقع أول موفي (الإنجليزية)
- جايسون هال على موقع بوكس أوفيس موجو (الإنجليزية)
- جايسون هال على موقع قاعدة بيانات الأفلام السويدية (السويدية)
- جايسون هال على موقع قاعدة بيانات الفيلم (الإنجليزية)
- جايسون هال على موقع كينوبويسك (الروسية)
- جايسون هال على موقع كينوبويسك (الروسية)